# ورنا کلم
ورنا کلم (به آلمانی: Verena Klemm) استاد و رئیس موسسه مطالعات عربی در دانشگاه لایپزیگ در آلمان است. او متخصص تاریخ قرون اول اسلامی و ادبیات عرب است که دکترای خود در مطالعات اسلامی را در سال ۱۹۸۸ از دانشگاه توبینگن گرفت. کلم مولف کتاب‌های متعددی در زمینه تاریخ اسلام و ادبیات عرب و فارسی می‌باشد.